# تفاعل مكثف
التفاعل المكثف هو نهج لتعليم مهارات الاتصال للأطفال والبالغين المصابين بالتوحد وصعوبات التعلم الحادة وصعوبات التعلم العميقة والمتعددة الذين لا يزالون في مراحل مبكرة من التطور. يركز النهج على تعليم أساسيات الاتصال - مفاهيم الاتصال والعروض التي تسبق تطور الكلام، على الرغم من أنه قد يشمل العديد من الأشخاص الذين لديهم بعض تطور الكلام واللغة.

## التاريخ
تم تطوير التفاعل المكثف من قبل المعلمين ديف هيويت وميلاني نيند في مدرسة مستشفى هاربربري في جنوب إنجلترا خلال الثمانينيات. جاء تطوير النهج جزئيًا نتيجة بحث الممارسين عن مناهج تعليمية فعالة وجزئيًا كرد فعل على هيمنة علم النفس السلوكي في هذا المجال والابتعاد عنه. قدم عالم النفس، الراحل غيرانت إفرايم، الذي يعمل في مستشفى ليفيسدن للأمراض العقلية، الصيغة الأصلية للتقنيات التي عُرفت آنذاك باسم «الأمومة المعززة». تم تغيير هذا الاسم لاحقًا إلى «تفاعل مكثف» لتوضيح أن النهج قادر على تلبية احتياجات الأطفال والبالغين في أي عمر. نتج عن أعمال التطوير التفصيلية المشاريع البحثية الأولى والمنشورات التي كتبها نيند وهيويت.
تقتبس تقنيات التدريس من فهم كيفية قيام الأطفال في السنتين الأوليين بتعلم هذه المفاهيم والقدرات المعقدة للغاية والحرجة. تسمح مجموعة الأبحاث حول الأطفال الذين يتعلمون بالتفاعل مع البالغين والتي نشأت منذ منتصف السبعينيات ببعض الأفكار التربوية البسيطة. يكتسب الأطفال تدريجياً هذه العروض المعقدة من خلال المشاركة في العديد من التفاعلات المتتالية والتراكمية مع البالغين من حولهم. الدافع الرئيسي للتعلم لكلا المشاركين هو التمتع المتبادل بالتفاعل. النمط الطبيعي للبالغين هو بناء التفاعل بشكل أساسي، في الغالب، من خلال السماح للطفل بقيادة سلوكه، مع بناء المحتوى والتدفق من خلال الاستجابة لسلوك الطفل. يُلاحظ عادةً أن استجابة البالغين الأكثر شيوعًا هي تقليد ما يفعله الطفل. وبالتالي فإن التدريس مستجيب للغاية ومن خلال العملية، بدلاً من التوجيه والقيادة إلى الهدف.
بالنسبة لمطوري التفاعل المكثف، بدا أنها خطوة منطقية للاقتراض من هذه العمليات من أجل إشعال التعلم بالاتصالات للعديد من الأشخاص الذين يمكن اعتبارهم في كثير من الأحيان «يصعب الوصول إليهم من الناحية الاتصالية»، وغالبًا ما يعيشون مع بعض العزلة الاجتماعية أو واسعة النطاق. وبالتالي، فإن أنشطة التفاعل المكثف تفاعلية للغاية حرفيًا، حيث يعمل المعلم بشكل ممتع من سلوك المتعلم. يمكن أن تعمل الأنشطة على مستويات عديدة من الشدة؛ يمكن أن يكونوا نشيطين وجسديين، ولكن أيضًا مكثفون ومتأملون بهدوء. لتحقيق تقدم جيد، يجب أن تحدث الأنشطة بشكل متكرر (يوميًا، يومًا بعد يوم)، مع تكرار الأنشطة الناجحة داخل الجلسات التي توفر الأساس للتوسع التدريجي في مدة هذه الأنشطة ومحتواها وتطورها وتعقيدها.
كان النشر التدريجي للتفاعل المكثف منذ أواخر الثمانينيات مبادرة يقودها ممارس بالكامل. أصبح التفاعل المكثف الآن ممارسة شائعة في المدارس الخاصة وخدمات الكبار في جميع أنحاء المملكة المتحدة. الاهتمام في جميع أنحاء العالم ينمو ويتطور. هناك مجموعة من الكتب والمواد الأخرى المتاحة الآن ومجتمع مزدهر من ممارسي التفاعل المكثف.

## الاستخدام المقصود
يهدف التفاعل المكثف إلى تلبية احتياجات:
- الأشخاص الذين هم قبل لفظي، مع سلوكيات تواصلية قليلة أو محدودة.
- الأشخاص المنغلقون اجتماعيًا للغاية ولا يتفاعلون بشكل إيجابي مع الآخرين.
- الأشخاص الذين يعرضون أنماطًا مختلفة من السلوكيات النمطية أو السلوكيات المحفزة للذات والتي تستبعد مشاركة الآخرين.[1] يُشار عادةً إلى «أساسيات الاتصال» على أنها إنجازات مثل:

1. الاستمتاع بالتواجد مع شخص آخر.
2. تطوير القدرة على حضور ذلك الشخص.
3. مدى التركيز والانتباه.
4. تعلم القيام بتسلسل النشاط مع الشخص الآخر.
5. يتناوبون في تبادل السلوك.
6. مشاركة المساحة الشخصية.
7. استخدام وفهم اتصالات العين.
8. استخدام وفهم تعابير الوجه.
9. استخدام وفهم الاتصالات الجسدية.
10. استخدام وفهم التواصل غير اللفظي.
11. استخدام النطق مع المعنى (بالنسبة للبعض، تطوير الكلام).
12. تعلم كيفية تنظيم مستويات الإثارة والتحكم فيها.

## روابط خارجية
- معهد التفاعل المكثف، منظمة للنهوض بالتفاعل المكثف